# L'homenaje
L'homenaje è una composizione per chitarra scritta nel 1920 da Manuel de Falla.
Danza lenta strutturata su ritmo di habanera dove si può sentire tutto il pensiero del dolore e la purificazione della morte. Ritenuta una delle più belle opere della letteratura per chitarra classica moderna, L'homenaje, si pone a metà strada tra le memorie popolari (il canto Jondo, dell'Andalusia) e impressionismo (alla fine del brano vi è una ripresa del tema La soirée dans Grenade, composizione di Claude Debussy).
Come suite per orchestra in 4 parti ebbe la prima assoluta al Teatro Colón di Buenos Aires il 17 novembre 1939 diretta dal compositore.